# سلطان بن حمود العمري الشريف
سلطان بن حمود ثلاب العمري الشريف، بروفيسور جامعي سعودي، يشغل حالياً منصب رئيس قسم أصول الفقه بكلية الشريعة والدراسات الإسلامية في جامعة أم القرى منذ أكتوبر 2023. يُعد من الأكاديميين المتخصصين في علم أصول الفقه، وله عدد من الإسهامات العلمية والبحوث المنشورة في هذا المجال.

## التعليم
- حصل على درجة الدكتوراه في أصول الفقه من جامعة أم القرى عام 1429هـ.
- حصل على درجة الماجستير من نفس الجامعة عام 1425هـ.
- حصل على البكالوريوس في الشريعة عام 1414هـ من جامعة أم القرى.

## العمل الأكاديمي
- يشغل منصب رئيس قسم أصول الفقه في كلية الشريعة والدراسات الإسلامية بجامعة أم القرى.
- عضو هيئة تدريس في قسم أصول الفقه.
- تم تكليفه برئاسة القسم في 22 أكتوبر 2023.

## الأبحاث العلمية
من أبرز أبحاثه المنشورة:
- استعمال اللفظ في حقيقته ومجازه معًا

- التعدد الحق في علم الأصول

- المنهج الاستقرائي في تقرير القواعد الأصولية

- الاحتجاج بالإجماع السكوتي – دراسة تحليلية